# Капличка (пам'ятка природи)
Капли́чка — комплексна пам'ятка природи місцевого значення в Україні. Об'єкт природно-заповідного фонду Івано-Франківської області. 
Розташована на території Болехівської міської ради Івано-Франківської області, біля північної околиці міста Болехів. 
Площа 1,8 га. Статус присвоєно згідно з рішенням обласної ради від 12.03.2004 року № 350-10/2004. Перебуває у віданні ДП «Болехівський лісгосп» (Болехівське лісництво, кв. 42, вид. 1, кв. 36, вид. 38). 
Статус присвоєно для збереження частини лісового масиву з насадженнями дуба та іншими листяними породами.